# 가양초등학교 (경남)
가양초등학교(佳梁初等學校)는 대한민국 경상남도 양산시에 있는 공립 초등학교이다.

## 연혁
- 2018년 3월 1일: 가양초등학교 개교(33학급)
- 2018년 3월 1일: 초대 박정민 교장 취임